# Just in Case
«Just in Case» — песня американского кантри-певца Моргана Уоллена. Она была выпущена 21 марта 2025 года лейблами Big Loud, Republic Records и Mercury Records в качестве промосингла из четвёртого студийного альбома Уоллена I’m the Problem и следует за синглами «Lies Lies Lies», «Love Somebody» и «Smile» и «I’m the Problem». Песня была написана Уолленом, Джоном Байроном, Троем Мэтью, Джейкобом Кашером Хиндлином, Райаном Войтесаком, Джошем Томпсоном, Блейком Пендерграссом и Алексом Баком, а спродюсирована Джои Моем, Чарли Хендсомом.

## История
Уоллен сообщил о новой песне в своих социальных сетях 14 марта 2025 года. 20 марта 2025 года Уоллен объявил, что «I’m the Problem» выйдет 16 мая 2025 года, а на следующий день Уоллен выпустил «Just in Case» и «I’m a Little Crazy» в качестве промо-синглов.
Неделю спустя было объявлено, что «Just in Case» будет немедленно добавлен на кантри-радио 31 марта 2025 года в качестве четвёртого радиосингла (пятого официального сингла) с альбома.

## Содержание
«Just in Case» — созерцательная песня-баллада. В треке «Just in Case» Уоллен рассказывает о человеке, который никак не может забыть о прошлых отношениях.

## Концертные исполнения
Морган Уоллен исполнил на шоу Saturday Night Live две песни со своего грядущего альбома: «I’m the Problem» и «Just in Case». 31-летняя звезда кантри во второй раз выступил в качестве музыкального гостя 29 марта, присоединившись к ведущей Майки Мэдисон, актрисе которая недавно получила «Оскар» как лучшая актриса за роль в фильме «Анора». Одетый в джинсовую куртку, синие джинсы и бейсболку, Уоллен начал свое выступление с заглавной композиции своего четвертого студийного альбома I’m the Problem. В сопровождении полного состава группы автор-исполнитель исполнил песню, которая в это время находилась в первой десятке чарта Billboard Country Airplay, на фоне декораций, украшенных фотографиями и статьями об артисте, похожими на альбомы. Уоллен вернулся позже в эпизоде, чтобы исполнить свой гимн после разрыва сердечных отношений «Just in Case», на более мрачном, тускло освещенном фоне с изображением винтажного телевизора с надписью «Morgan Wallen Broadcast Corp» на экране. Ранее он уже появлялся на SNL в декабре 2020 года, исполнив песни «7 Summers» и «Still Goin Down» с альбома Dangerous: The Double Album.

## Коммерческий успех
«Just in Case» дебютировал в чарте от 5 апреля 2025 года на 4-м месте в Billboard Hot 100, став 14-м хитом Уоллена в топ-10 и рекордным пятым с альбома ещё до его выхода.

## Чарты

### Еженедельные чарты
| Чарт (2025)                           | Высшая позиция |
| ------------------------------------- | -------------- |
| Австралия (ARIA)                      | 45             |
| Австралия (New Music Singles, ARIA)   | 16             |
| Австралия (Country Hot 50, The Music) | 37             |
| Канада (Billboard Canadian Hot 100)   | 4              |
| Канада (Canada Country, Billboard)    | 1              |
| Мир (Billboard Global 200)            | 9              |
| Ирландия (IRMA)                       | 77             |
| Новая Зеландия (RMNZ)                 | 4              |
| Великобритания (OCC UK Singles)       | 75             |
| США (Billboard Hot 100)               | 2              |
| США (Billboard Hot Country Songs)     | 2              |
| США (Billboard Country Airplay)       | 3              |

### Комментарии
1. ↑  «Just in Case» дебютировал на 4-м месте в Billboard Hot 100, став 14-м хитом Уоллена в топ-10 и рекордным пятым с альбома ещё до его выхода. (Также в последнем Hot 100 шестая песня с альбома I’m the Problem - «I’m a Little Crazy» - дебютирует под номером 17). Ранее в топ-10 дебютировали:
  - «I’m the Problem» — № 2, в чарте от 15 февраля 2025;
  - «Smile» — № 4, 18 января 2025;
  - «Love Somebody» — № 1, 2 ноября 2024;
  - «Lies Lies Lies» — № 7, июль 2024.

Ранее альбомы Post Malone «Hollywood’s Bleeding» (2019) и Тейлор Свифт «Red» (2012) четырьмя своими треками попадали в топ-10, прежде чем дебютировать на первом месте в чарте альбомов Billboard 200[10].